# Linycus annulicornis
Linycus annulicornis är en stekelart som först beskrevs av Cameron 1904.  Linycus annulicornis ingår i släktet Linycus och familjen brokparasitsteklar. Inga underarter finns listade i Catalogue of Life.